# 최진호 (골프 선수)
최진호(1984년 5월 27일~)는 대한민국의 골프 선수이다.